# Nørre Herred (Jylland)
 For alternative betydninger, se Nørre Herred. (Se også artikler, som begynder med Nørre Herred)
Nørre Herred var et herred der ligger i den nordøstlige del af Salling, i det gamle Viborg Amt. 
Det hed i Kong Valdemars Jordebog Nørgæhæreth og hørte i middelalderen til Sallingsyssel; Senere var det under Skivehus Len og fra 1660 Skivehus Amt. Herredets gamle tingsted menes at have ligget ved en nu forsvundet høj på Junget Mark, men herredet blev i 1688 sammenlagt med de andre herreder i Salling til en Jurisdiktion.
Salling Nørre Herred udgør den nordøstlige del af Salling og grænser mod sydvest og vest
til Hindborg Herred og Harre Herred, mod nord og øst til Limfjorden (Livø Bredning, Risgårde Bredning, Hvalpsund og Skive Fjord).
I herredet ligger følgende sogne:
- Grinderslev Sogn – (Sundsøre Kommune)
- Grønning Sogn – (Sundsøre Kommune)
- Jebjerg Sogn – (Sundsøre Kommune)
- Junget Sogn – (Sundsøre Kommune)
- Lyby Sogn – (Sundsøre Kommune)
- Rybjerg Sogn – (Sallingsund Kommune)
- Selde Sogn – (Sundsøre Kommune)
- Thise Sogn – (Sundsøre Kommune)
- Torum Sogn- (Sundsøre Kommune)

## Eksterne kilder og henvisninger
- Nørre Herred i J.P. Trap: Kongeriget Danmark, udarbejdet af H. Weitemeyer (3. udgave, 4. bind 1901)

56°41′49.07″N 9°6′2.87″Ø / 56.6969639°N 9.1007972°Ø